# 和田山町
和田山町（わだやまちょう）は、兵庫県の中北部にあった町。朝来郡に属した。
2005年（平成17年）4月1日に生野町、山東町、朝来町と合併して朝来市（あさごし）となったため消滅した。

## 地理
但馬のうち、南但の中心にあるのが和田山町である。
JR山陰本線と播但線が交わり、国道9号と国道312号が交わる交通の要衝。東は京都府天田郡夜久野町（現・福知山市）と朝来郡山東町、西は養父市、南は兵庫県朝来郡（現在は朝来市）朝来町と養父市、北は兵庫県豊岡市出石町と同市但東町に接する。

## 歴史
- 1889年（明治22年）4月1日 - 町村制の施行により、朝来郡和田山村・玉木村・桑原村・法興寺村・西枚田村・市御堂村・比治村の区域をもって枚田村が発足。
- 1930年（昭和5年）4月10日 - 枚田村が町制施行・改称して和田山町となる。
- 1955年（昭和30年）3月31日 - 東河村と合併し、改めて和田山町が発足。
- 1956年（昭和31年）9月30日 - 朝来郡竹田町、養父郡南但町と合併し、改めて和田山町が発足。
- 1959年（昭和34年）4月1日 - 大字堀畑の一部が養父郡養父町に編入。
- 2005年（平成17年）4月1日 - 生野町、朝来町、山東町と合併して朝来市が発足。同日和田山町廃止。

## 姉妹都市・提携都市

### 海外
- ニューバーグ （アメリカ合衆国 オレゴン州）
  - 2000年7月30日 姉妹締結

## 地域
和田山町の地域は、大きく小学校区に準ずる。大蔵、糸井、枚田、竹田、東河の5地域。

### 教育
- 和田山町立大蔵小学校
- 和田山町立枚田小学校
- 和田山町立糸井小学校
- 和田山町立東河小学校
- 和田山町立竹田小学校
- 和田山町立和田山中学校
- 兵庫県立和田山高等学校
- 兵庫県立和田山養護学校

## 交通
和田山町でJR山陰本線と播但線が分岐し、福知山、京都、大阪、神戸方面へのアクセスが便利である。町民の長年の願いであった播但連絡道路が和田山町まで通じ、中国自動車道や山陽自動車道へ短時間で乗り入れられるようになった。朝来市に合併後の2006年には和田山町から北近畿豊岡自動車道の一部として、山東町の遠阪峠を越えて舞鶴若狭自動車道の春日IC（丹波市春日町）まで接続している。

### 鉄道
- 西日本旅客鉄道（JR西日本）
  - 山陰本線：和田山駅
  - 播但線：竹田駅 - 和田山駅

### 道路
- 高速道路
  - 播但連絡道路 和田山PA、和田山IC
- 国道
  - 国道9号
  - 国道312号
- 都道府県道
  - 兵庫県道10号和田山出石線
  - 兵庫県道104号物部養父線
  - 兵庫県道136号浅野山東線
  - 兵庫県道273号金浦和田山線
  - 兵庫県道274号岡田林垣線
  - 兵庫県道277号溝黒竹田線
  - 兵庫県道527号畑宮田線

## 名所・旧跡・観光スポット
- 赤渕神社
- 糸井渓谷
- 糸井の大カツラ
- 竹田城跡
- 将軍杉
- 立雲峡
- 産業史跡山の牧場

## 祭事・催事
- 十日えびす/二宮神社 （1月10日）
- 寺内ざんざか踊り/山王神社 （7月第3日曜日）
- 竹田松明祭/竹田 （7月23日）
- 和田山地蔵祭/和田山 （8月22日、8月23日）
- 竹田秋祭り/竹田 （体育の日の前々日と前日の土日）
- 宮神楽/石部神社 （10月第3日曜日）

## 出身有名人
- 隂山英男（教育家）
- 片岡孝（ロシア語学者。大阪外国語大学名誉教授・レニングラード大学教授）
- 片岡永（小説家）
- 日下寛治（彫刻家）
- 森はな（児童文学家・教育家: 和田山町宮田（大蔵小学校区）の出身。著書「じろはったん」は、彼女の代表作。今でも大蔵小学校では毎年秋に行われる「学校音楽祭」で、森はなの作品を歌物語にして披露している）
- 中治稔郎（天母教教祖）
- 千種秀夫（元最高裁判所裁判官）